# Ландсберг (маркграфство)
Маркграфство Ландсберг (нем. Mark Landsberg), владение в Священной Римской империи, существовавшее с XII по XIV век. Располагалось между реками Зале и Эльбой. Своё название получило в честь замка Ландсберг на территории современной земли Саксония-Ангальт.

## История
Маркграфство было создано в 1156 году в результате раздела Саксонской Восточной марки (Лужицкой марки) принадлежащей Конраду Веттину. Его первым владельцем стал сын Конрада Дитрих I. В 1170/1174 году Дитрих построил замок Ландсберг, который стал центром его земель. После смерти в 1185 году Дитриха Лансберг надолго стало лишь одним из владений Веттинов. Первоначально титул маркграф Лансберга использовался лишь внутри династии Веттинов и не делал его обладателей независимыми имперскими князьями.
Вновь как отдельное владение оно возникло в 1261 году, когда маркграф Мейсена Генриха Светлейший выделил его для своего второго сына Дитриха. Маркграфство включало и город Лейпциг. После смерти в 1291 году сына Дитриха Фридриха Туты Альбрехт II продал маркграфство Ландсберг Бранденбургу.
В 1327 году Магнус Набожный Брауншвейг-Люнебургский унаследовал Ландсберг в результате брака с Софией, сестрой Генриха II, одного из последних асканийских маркграфов Бранденбурга. Но в 1347 году Магнус продал Ландсберг Фридриху II Мейсенскому.